# 주간 플레이보이
《주간 플레이보이》(週刊プレイボーイ 슈칸 푸레이보이[*])는 슈에이샤가 발행하는 일본의 남성 잡지이다. 약칭은 WPB, 미국 플레이보이 잡지의 일본판으로서 2009년까지 출판된 《월간 플레이보이》와는 명칭만 같다.

## 같이 보기
- 슈퍼 점프
- 울트라 점프
- 주간 영 점프
- 비즈니스 점프